# Apolinar Salcedo Caicedo
Apolinar Salcedo Caicedo es un abogado y político colombiano, nacido el 22 de febrero de 1955 en El Cerrito, Valle del Cauca. Conocido popularmente como "Polo" y por ser invidente. Entre el 1 de enero de 2004 y el 11 de mayo del 2007 fue Alcalde de Cali, fue destituido por la Procuraduría General de la Nación de Colombia. 

## Formación
A la edad de siete años en su natal Cerrito una bala perdida le hizo perder completamente el sentido de la vista. Fue trasladado a Cali para internarse durante nueve años en el Instituto para Niños Ciegos y Sordos de la ciudad. Una vez culminado el bachillerato, ingresó a la facultad de Derecho de la Universidad Libre. Disfrutó de una beca durante toda su carrera por su rendimiento académico, graduándose como Abogado con honores. Posteriormente, realizó un posgrado en Administración Pública en la Universidad del Valle

## Trayectoria política
Tras una serie de cargos públicos en el gobierno departamental, presentó su candidatura al Concejo de Santiago de Cali el 30 de octubre de 1994 y salió elegido con 4.534 votos a su favor. posteriormente fue reelegido para dos periodos más, 1997 - 2000 y 2000 - 2003.
En el año 2003 presenta su candidatura a la alcaldía de Cali, la cual gana con amplio respaldo popular, consecuente con la proporción de pobreza de la ciudad. Inicia su gestión intentando mantener una independencia con el concejo en el tema de no ceder ante peticiones burocráticas pero esa fórmula no le da resultado. Posteriormente, su administración se ve envuelta en escándalos de corrupción y de vacío de poder, al tomar sus subalternos y consejeros una autoridad superior al mismo alcalde.
La ciudad, que venía de una gran recesión posterior a la época boyante del narcotráfico, acentuó su crisis con la sucesión de administraciones impopulares y la quiebra de sus entidades descentralizadas EMCALI (Servicios públicos) y EMSIRVA (Aseo). Adicional a esto, durante el gobierno de Salcedo se inició la construcción del sistema integrado de transporte masivo de la ciudad, llamado MIO el cual no estuvo exento de escándalos durante su planeación, construcción y licitación. Todos estos sucesos han convertido la gestión de Salcedo como la más impopular de la ciudad en los años recientes.

### Destitución
Pero el hecho que propiciaría su destitución se debió a las irregularidades en el contrato de recaudo de impuestos de la ciudad, en el cual, pese a no presentar un delito penal, si se cometieron omisiones administrativas que le costaron el cargo el 8 de mayo de 2007 por parte de la Procuraduría General de la Nación. Hasta el 11 de mayo el alcalde estuvo en ejercicio hasta que viajó a la ciudad de Bogotá a ser notificado del fallo.
La ciudad entonces estuvo en un vacío de poder durante un par de días, mientras se nombraba a Hernán Sandoval como alcalde encargado y se resolvían problemas con la terna presentada por el movimiento Sí Colombia. Finalmente, el 18 de mayo el Gobernador del Valle del Cauca Angelino Garzón designó a Ramiro Tafur para terminar el mandato de Apolinar, a partir del 23 de mayo, hasta el 31 de diciembre del mismo año.